# Абатство Сен Жерар дьо Брон
Абатство Сен Жерар дьо Брон (на френски: Abbaye Saint-Gérard de Brogne) е историческо бенедиктинско абатство, в Сен Жерар, част от община Мете, окръг Намюр, провинция Намюр, Южна Белгия.

## История
Абатството е основано през 919 г. от белгийския светец Свети Жерар от Брон. Свети Жерар умира през 959 г. и е погребан в олтара на манастирската църква. След канонизирането му през 1131 г., мощите му са изложени в абатството и това привлича множество поклонници. През 1038 г. абат Гонтие разширява църквата и тя е осветана от епископа на Лиеж. Манастирът е обновен през ХІІІ век от абат Робърт, наречен „Строителя“, от този период са запазени и до наши дни манастирска изба и крипта.
През ХVІ век манастирът изпитва множество трудности. През една от многото войни от онова време манастирът е разрушен (1525), но впоследствие сградите са частично възстановен. През 1559 г. се създава епархията Намюр, и абатството и неговите имоти са предоставени под управлението на епархията. за управлевещи бяха включени в епархията да го уверя доход (1566).
През ХVІІІ век се отбелязва краткотрайно възраждане. През 1743 г. абат Жофроа Берло де Франк-Дуер започва мащабен проект за обновяване и разширяване на абатството. Както и на други места във Франция и Белгия, по време на Френската революция манастирът е затворен, а монасите изгонени.
През ХІХ век абатството е в разруха. Църквата и част от манастирските сгради са разрушени, а имотите на абатството са продадени на частни лица.
През 1974 г. абатството е закупено от Общината на град Мете. Създаденото сдружение „Абатство Сен Жерар дьо Брон“, управлява имуществото на бившето абатство. Абатският дворец е център за провеждане на изложби, семинари и други културни мероприятия. Открити са и бутиков хотел и магазин.

## Абатска бира Абеи дьо Брон
До 2013 г. едноименната абатска бира се вари от различни пивоварни в три разновидности: Abbaye de Brogne Bière Blonde с алк.съдържание 6,2 % об. от пивоварната Brasserie Lefebvre и Abbaye De Brogne Brune с алк.съдържание 7 % об. и Abbaye de Brogne Triple с алк.съдържание 8 % об. от пивоварната "Brouwerij Affligem/De Smedt" (Heineken).
През юли 2013 г. в абатството се открива нова пивоварна, която пусна на пазара нова абатска бира под марката Brogne – authentique bière d'abbaye biologique, с алк.съдържание 6,5 % об.